# 練馬区立平和台図書館
練馬区立平和台図書館（ねりまくりつへいわだいとしょかん）は、東京都練馬区が運営する公共図書館である。

## 概要
練馬区で3番目の図書館として開館。開館以来「区民が誰でも気軽に利用でき、親しみのある図書館」を目指して図書館事業を展開している。

## 沿革
- 1976年（昭和51年）7月 - 練馬区で3番目の図書館として開館。
- 2015年（平成27年） - 開館から約40年を経過したのに際し、大規模改修工事を行う。
- 2016年（平成28年）4月 - 再開館。改修により、子どもコーナーを二階に移し、面積も増大。靴を脱いで上がるカーペットコーナーも設けられた。また、青少年向けの本を集めたコーナーを広げて、新たに「ティーンズコーナー」として配置。ほかにも、だれでもトイレや対面朗読室の機能の充実、授乳室やベビーカー置き場、障害者用駐車場の設置、多様な座席の用意等、様々な人が利用しやすい図書館として整備された。

## 設備
- 誰でもトイレ（車いすの人も利用可）
- エレベーター
- オムツ交換台
- ベビーチェア
- 授乳スペース
- オストメイト配慮設備有

## 所在地・交通案内
- 〒179-0083　東京都練馬区平和台1-36-17
- 東武東上線東武練馬駅南口から徒歩15分、または東京メトロ有楽町線平和台駅南口から徒歩15分

## 開館時間・休館日
- 開館　平日：午前9時 - 午後8時、 土・日・祝休日：午前9時 - 午後7時
- 休館　第1月曜日を除く月曜日 （祝休日があたるときは開館し、直後の祝休日でない日が休館日）